# لا فوا
لا فوا هي بلدية في فرنسا، تقع في كاليدونيا الجديدة، والمقاطعة الجنوبية، بلغ عدد سكانها 3,542  نسمة وذلك حسب إحصائيات سنة 2014، تبلغ مساحتها 464 كيلومتر مربع، رمزها البريدي هو 98880.

## الموقع
تشترك في الحدود مع:
- Farino [الإنجليزية]‏
- Moindou [الإنجليزية]‏
- Sarraméa [الإنجليزية]‏
- Canala [الإنجليزية]‏
- Boulouparis [الإنجليزية]‏
- Thio, New Caledonia [الإنجليزية]‏.

## مدن توأم
المدن التوأم:
- تسوروكا، ياماغاتا.